# Erwin Oberwiler
Erwin Oberwiler né le 10 décembre 1935 à Saint-Gall et mort le 29 janvier 2017 à Genève, est un architecte, amateur d'art et collectionneur.

## Biographie
Erwin Oberwiler est né à Saint-Gall et se forme à l'architecture à Bâle. Il passe toutefois l'essentiel de sa vie à Genève où il fonde avec l'architecte Paul Waltenspühl, le bureau Waltenspühl & Oberwiler SA en 1985.
À côté de son métier, Erwin Oberwiler porte un intérêt particulier à l'art contemporain. Il sera membre dès 1973 de l'AMAM (Association pour un musée d'art moderne) à Genève qui permettra l'ouverture en 1994 du MAMCO. Il apportera d'ailleurs ses compétences techniques à la reconversion des anciens bâtiments de la Société genevoise d'instruments physiques à Plainpalais destinés à accueillir ce musée ainsi que pour les différents réaménagements et installations successives en son sein.
Il fut aussi un collectionneur d'art dont les œuvres acquises furent montrées une première fois au Kunstmuseum d'Olten (de) en 2005. À la suite de son décès en 2017, sa collection fut léguée au Musée des Beaux-Arts de La Chaux-de-Fonds. Erwin Oberwiler joua un rôle de relais important entre les milieux artistiques romands et suisse-alémanique de par ses fréquents déplacements entre les deux régions.

## Réalisations architecturales
- Groupes scolaires, Lancy.
- MAMCO, reconversion, 1994.
- École de La Plaine, rénovation, 1998[4].

## Collection d'art
Liste des artistes présents dans la collection d'art d'Erwin Oberwiler :
- Jean Arp
- Caroline Corbasson
- Franz Eggenschwiler
- Christian Floquet
- Michel Grillet
- Alex Hanimann
- Josef Felix Müller
- Raymond Pettibon
- André Thomkins

### Expositions de sa collection d'art
- "Gestes mesurés", Villa Bernasconi, 1999.
- "Schnittstelle", Kunstmuseum d'Olten (de), 2005.
- "Voyages en zigzag dans la collection d'Erwin Oberwiler", Musée des Beaux-Arts de La Chaux-de-Fonds, 2018.